# Martin-Luther-Kirche (Bad Schwalbach)

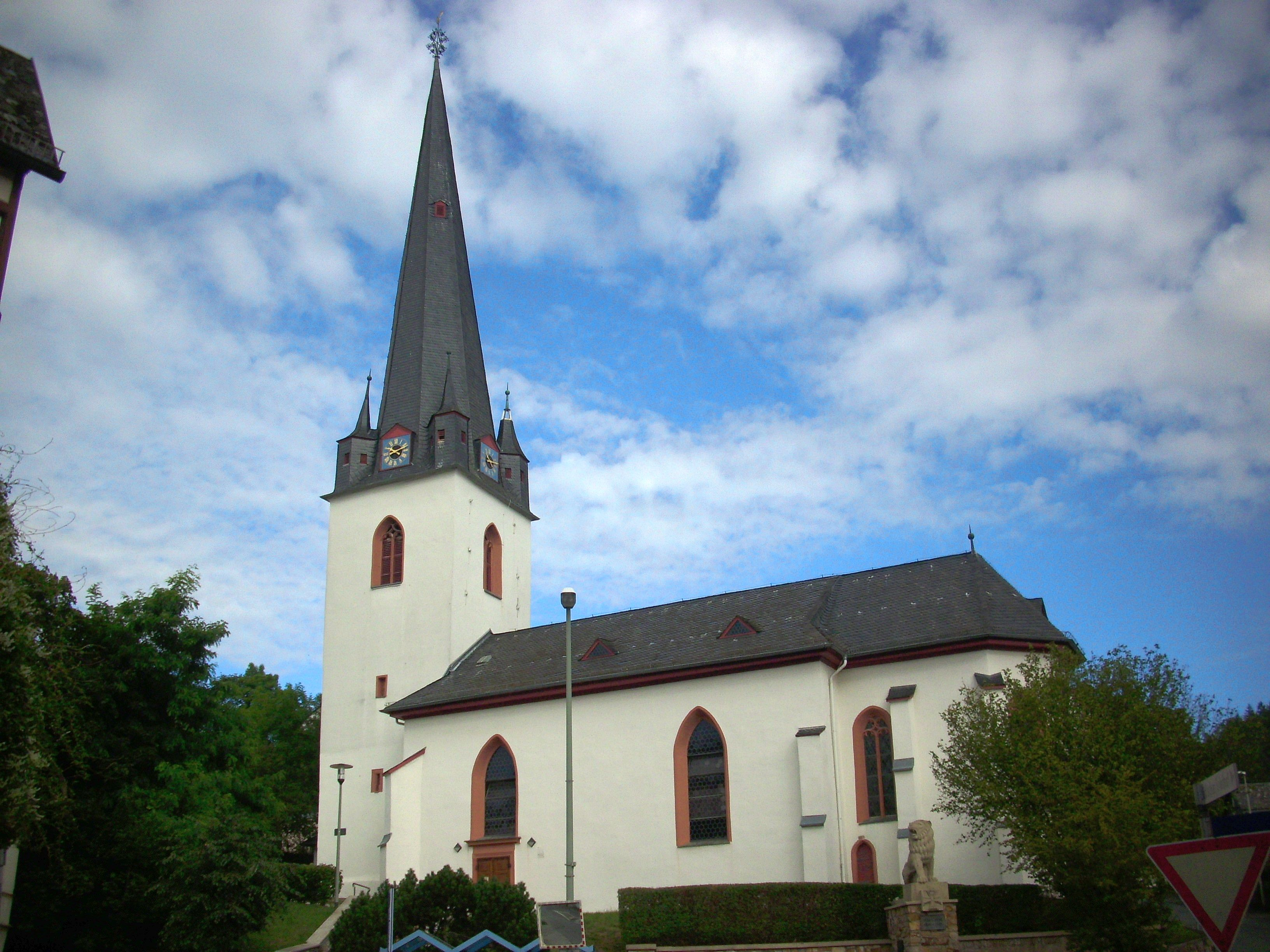
Martin-Luther-Kirche

Die Martin-Luther-Kirche in Bad Schwalbach  im südhessischen Rheingau-Taunus-Kreis ist eine evangelische Kirche und seit 1933 nach Martin Luther benannt.

## Geschichte
Die Baugeschichte der Kirche ist urkundlich nicht belegt. Sie wurde wohl unter Graf Philipp von Katzenelnbogen dem Älteren erbaut. Das mutmaßliche Baujahr 1471 ist über der Chortür eingemeißelt. Das Turmkreuz mit Lilien weist auf eine Weihe als Marienkirche hin. Vor dem Bau der Kirche gehörte Schwalbach zur Kirchengemeinde von Bärstadt, danach wurde sie eigenständig.
1527 führte Landgraf Philipp der Großmütige von Hessen – Schwalbach war mittlerweile zusammen mit der Grafschaft Katzenelnbogen zur Landgrafschaft Hessen gekommen – die Reformation ein. Die Kirche wurde lutherisch.
Ab 1729 wurde für die Evangelischen reformierter Konfession eine eigene Kirche errichtet. Mit dem Zusammenschluss der Lutheraner und der Reformierten zu einer unierten Evangelischen Landeskirche in Nassau 1817 gab es zwei evangelische Kirchengebäude in Schwalbach. Zur Unterscheidung wurde die Kirche von 1471 als Untere evangelische Kirche, die ehemalige reformierte Kirche als Obere evangelische Kirche bezeichnet.  1933 erhielt die Untere evangelische Kirche den heutigen Namen Martin-Luther-Kirche; die obere heißt mittlerweile Reformationskirche. Die Kirchengemeinde gehört zum Dekanat Rheingau-Taunus in der Propstei Rhein-Main der Evangelischen Kirche in Hessen und Nassau (EKHN).

## Baubeschreibung
Die Kirche ist ein Kulturdenkmal aufgrund des Hessischen Denkmalschutzgesetzes.

### Kirchenschiff

#### Gebäude
Die Kirche ist eine einschiffige Saalkirche. Ursprünglich erfolgte der Eingang durch die Turmpforte aus dem Jahr 1511. Das Kirchenschiff wurde 1826–29 umgestaltet. Der 5/8-Schluss des Chores ist mit Strebepfeilern und zweiteiligen Maßwerkfenstern erstellt. Er ist von einem Sterngewölbe überspannt, das zwei Wappen-Schlusssteine (Neu-Katzenelnbogen, Allianzwappen von Alt-Katzenelnbogen mit Württemberg) schließen.

#### Ausstattung

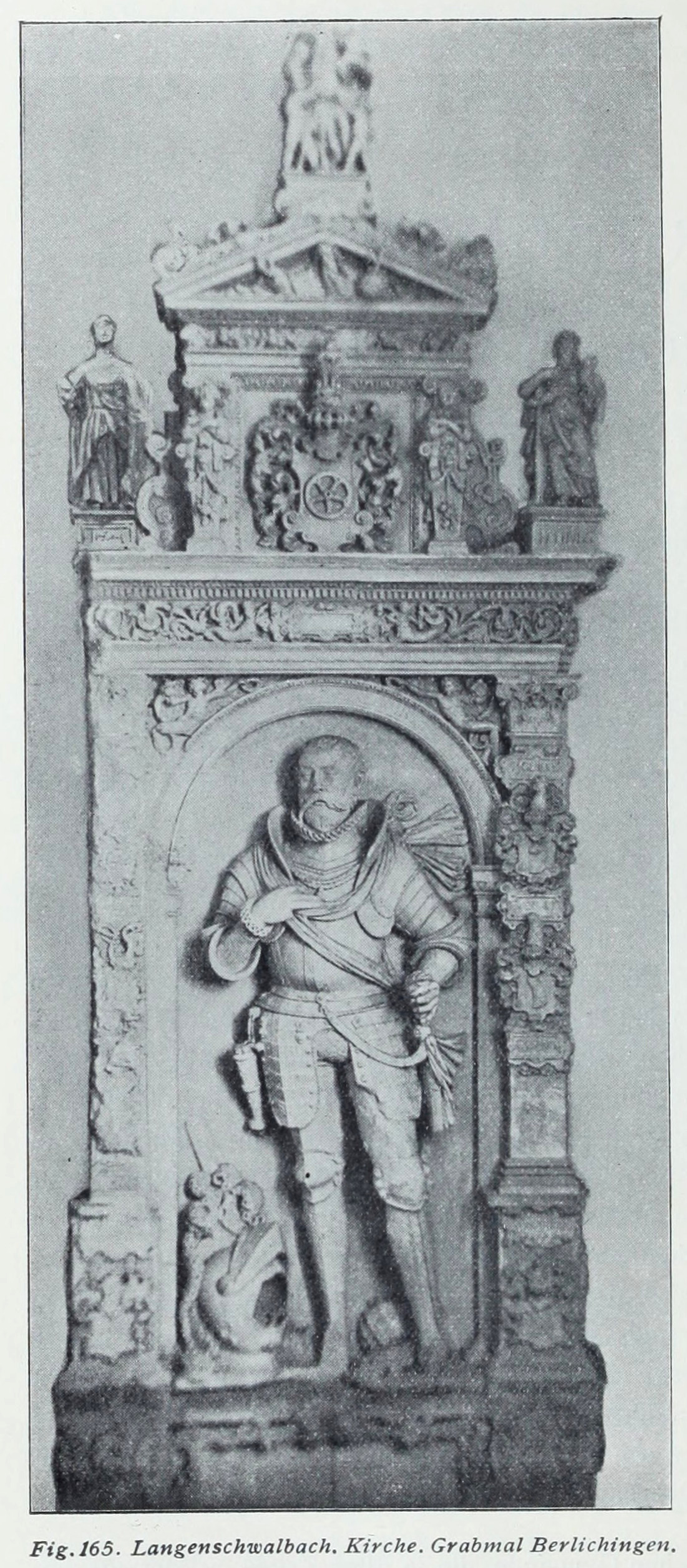
Ehrendenkmal des Johann Gottfried von Berlichingen

Neben dem Chorbogen steht ein Ehrendenkmal für Johann Gottfried von Berlichingen (ein Enkel des von Götz von Berlichingen), der hier 1588 starb. Begraben ist er in Neunstetten. Daneben befindet sich die Kanzel. Das Wandtabernakel ist mit zwei Wappen (Löwe, Hirschgeweih), heilige Veronika mit Schweißtuch und zwei Engeln geschmückt.
In der südlichen Außenwand sind sieben Grabplatten eingelassen, Epitaphe von
- Rektor der Universität Gießen, Professor Johann Gottfried Schupart, † 1736
- Frau Landhauptmann Anna Wilhelmin geborene Arnim, † 1704
- Hessen-Rheinfeldischer Landhauptmann und Oberförster zu Schwalbach, Antton Christoffel Wilhelmy, † 1719
- Dr. theol. Paulus Crocius, † 1656
- Frau Anna Katharina Ferberin geborene Hilchim, † 1730
- Gerichtsschöffe Joh. Jost Ferber, † 1716

Die Orgel wurde 1846 von Stumm hergestellt und ersetzte eine Orgel von 1770 von Johann Wilhelm Schöler, die in die Kirche von Heidenrod-Kemel versetzt wurde.

### Turm und Glocken
Der im Westen gelegene, 51 Meter hohe Turm ist mit Spitzhelm und viereckigen Ecktürmchen gekrönt. In ihm befanden sich ursprünglich drei Glocken. Zwei davon wurden im Zweiten Weltkrieg eingeschmolzen. 1951 kamen wieder zwei Glocken hinzu. Die größere, auf Fis gestimmte Glocke war die Spende einer Amerikanerin, die kleinere aus dem Jahr 1601 stammt aus der Kirche von Kietzerow.